# San Martino ai Monti

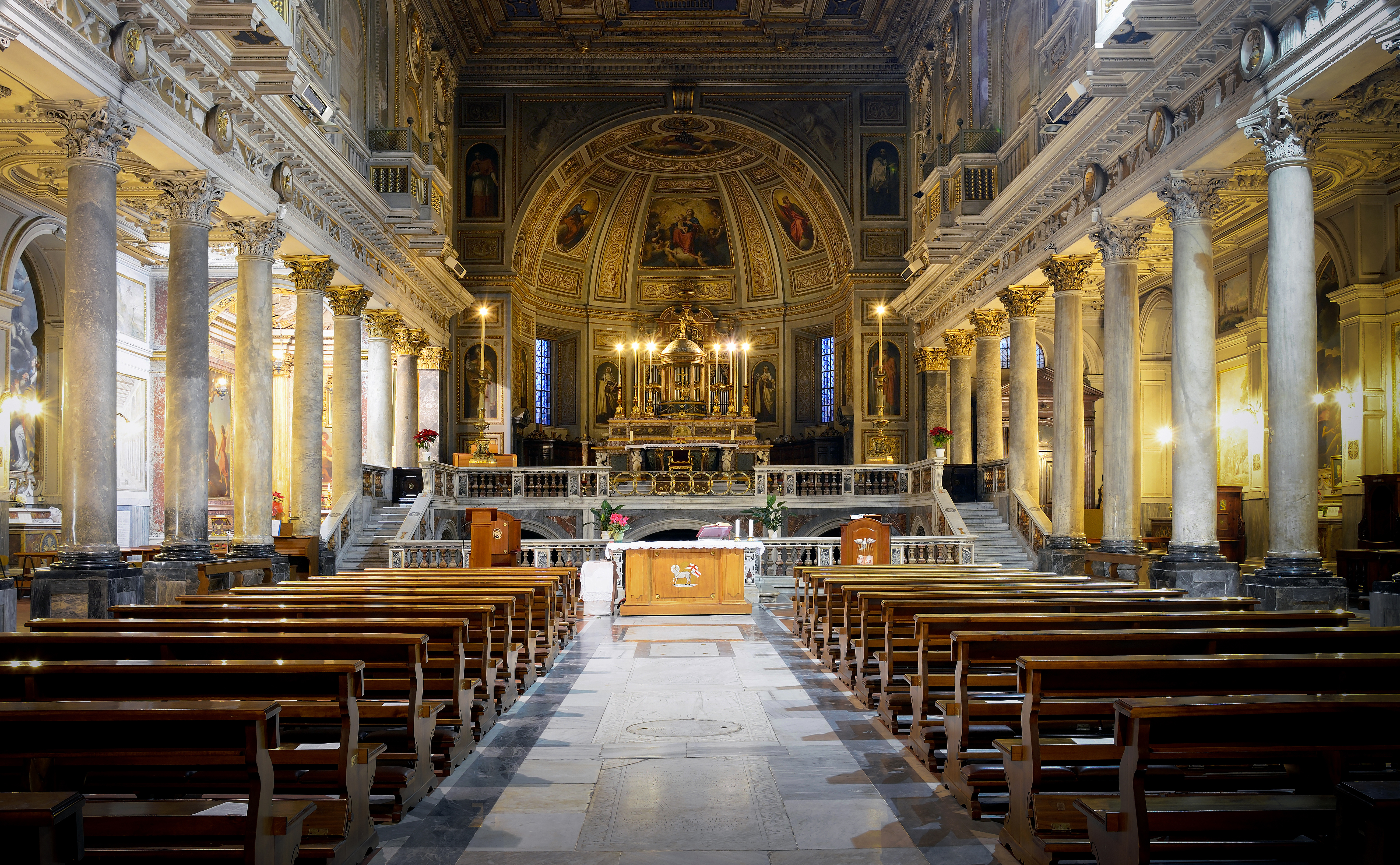
Interieur

San Martino ai Monti, ook bekend als Santi Silvestro e Martino ai Monti - Titolo Equizio, is een basiliek te Rome, in de wijk Monti.

## Geschiedenis
De basiliek werd opgericht door paus Silvester I in de 4e eeuw, op grond geschonken door een zekere Equitius (vandaar ook de naam Titulus Equitii). In het begin was het een kapel gewijd aan alle martelaars.
Het Eerste Concilie van Nicea werd hier gehouden in 324. De huidige kerk dateert van de Karolingische tijd, maar in een zaal staan pilaren vanuit de 3e eeuw. Sommige geleerden leggen daarom de link met de Titulus Equitii, maar volgens Hugo Brandenburg, professor aan de universiteit van Münster, is het waarschijnlijker dat deze plaats gediend heeft als magazijn dan als plaats van aanbidding.
In 500 werd de kerk herbouwd door paus Symmachus en gewijd aan Martinus van Tours en paus Sylvester I.
In 772 werd ze heropgebouwd door paus Adrianus I en in 845 door paus Sergius II. Meer veranderingen werden aangebracht in de 17e eeuw, door Filippo Gagliardi.

## Gebouw en kunstwerken
Het interieur heeft drie schepen met oude zuilen. In de sacristie zou de tiara van Sint-Sylvester liggen. Onder het hoofdaltaar liggen relikwieën van de heiligen Artemius, Paulina en Sisinnius, die erheen gebracht zijn uit de catacombes van Sint-Priscilla. Er hangt ook een mozaïek daterend uit de 6e eeuw waarop Madonna met Sint Sylvester wordt voorgesteld.
Twee interessante fresco's van de hand van Filippo Gagliardi tonen de oude Sint-Pietersbasiliek en de Basiliek San Giovanni in Laterano voor de verbouwingen door Borromini. Deze zijn een goede bron van het vroeg uitzicht. Links bij de ingang tegen de achterzijde van de voorgevel is een fresco "De Heilige Cyrillus doopt een Sultan" uit 1651 van de hand van Jan Miel.

## Tituli
De huidige kardinaal-priester van de Titulus Ss. Silvestri et Martini in Montibus is Kazimierz Nycz. Eerdere tituli waren: Achille Ratti, de latere paus Pius XI, Eugenio Tosi, Alfredo Ildefonso Schuster, Giovanni Battista Montini, de latere paus Paulus VI, Giovanni Colombo, Gaspar Cervantes de Gaete en Armand Gaétan Razafindratandra.